# Keng Hsien-Seng
 (juillet 2023).
Keng Hsien-Seng (chinois : 耿先生 ; pinyin : Gěng Xiānshēng est une alchimiste chinoise. Elle a vécu vers 975.

## Biographie
Fille du savant Keng Chhien, elle est invitée à la cour impériale par l'empereur pour sa connaissance des procédés alchimiques. Elle utilisait une forme précoce de l'extracteur de Soxhlet pour extraire l'huile de camphre qui servait à fabriquer des parfums et des remèdes. Elle était aussi reconnue pour son habileté à utiliser le mercure pour extraire l'argent des minerais,,.